# インベスター・リレーションズ
インベスター・リレーションズ（英: Investor Relations、略称:IR）とは、企業が投資家に向けて経営状況や財務状況、業績動向に関する情報を発信する活動をいう。日本では「投資家向け広報」とも日本語訳されているが、IRという頭字語も定着している。

## 概要
全米IR協会(NIRI)は、IRを次のように定義している（2003年3月）。
インベスター･リレーションズ(IR)は、企業の証券が公正な価値評価を受けることを最終目標とするものであり、企業と金融コミュニティやその他のステークホルダーとの間に最も効果的な双方的コミュニケーションを実現するため、財務活動やコミュニケーション、マーケティング、そして証券関係法の下でのコンプライアンス活動を統合した、戦略的な経営責務である。
IRという言葉を最初に使ったのは、1953年に担当部署を発足させたゼネラル・エレクトリック（GE）といわれている。しかし、米国企業においてもIRが本格化したのは1990年代に入ってからである。日本企業のIRへの取り組みは、さらに遅れて1990年代後半から急速に活発化した。
IRが盛んになる背景としては、次のようなことがある。すなわち、日本の企業金融は長年続いてきた間接金融から直接金融へ移りつつあり、そのなかで株式の持ち合い構造も解消に向かいつつある。あるいは、株式市場における外国人や外国の機関投資家などのウェイトは増しつつある。こうした中で、企業経営に占める株価（＝時価総額）の比重が高まってきた。そこで、円滑な資金調達という点からも、企業にとって投資家が必要とする情報をすばやく的確に提供し、株主と良好な関係を作っていく必要性は大きくなってくる。IR活動は既存の法定ディスクロージャーと違い、どういう情報を、どれだけ、いつ開示するのか、すべて企業側に任されており、基本的に自由な活動である。従って、これを活用すれば、良好な企業イメージ作りに貢献する余地は大きいと見られる。実際、IR優良企業は株価も高い場合が多く、この点でまさに市場に受け入れられる企業になっている。IRの具体的な活動には、ホームページ上での情報開示、各種説明会やミーティングの開催、工場や施設見学会、年次報告書や投資家向け広報誌の刊行などがある。